# Гилгит (река)
Ги́лгит (урду دریائے گلگت‎) — река в Гилгит-Балтистане.
Река Гилгит протекает в северных районах пакистанской территории Кашмира. Берёт начало в горах Гималаи. Гилгит впадает в реку Инд. К юго-востоку от административного центра провинции, в реку впадает Хунза. Длина реки составляет около 240 км. Питание реки обеспечивается за счёт таяния ледников и снега на склонах гор.